# Kömlőd
Kömlőd is een plaats (község) en gemeente in het Hongaarse comitaat Komárom-Esztergom. Kömlőd telt 1185 inwoners (2001).

## Geboren
- Dénes Pázmándy (1816-1856), voorzitter van het Huis van Afgevaardigden